# 10504 Doga
10504 Doga è un asteroide della fascia principale. Scoperto nel 1987, presenta un'orbita caratterizzata da un semiasse maggiore pari a 2,7634260 au e da un'eccentricità di 0,1634716, inclinata di 5,74308° rispetto all'eclittica.
L'asteroide è dedicato al compositore russo Eugenij Dmitrievič Doga.